# Primo ministro

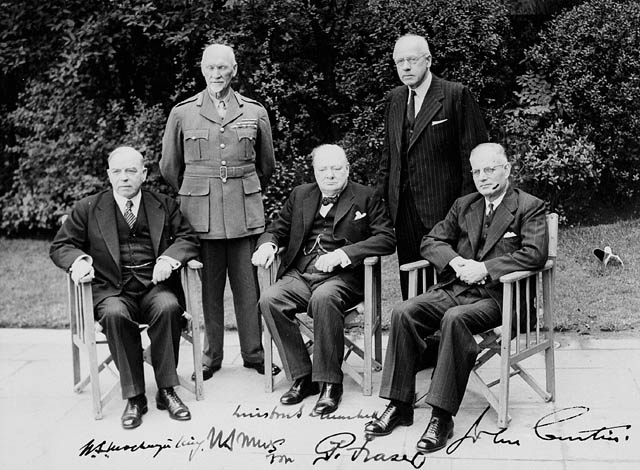
I primi ministri di cinque membri del Commonwealth delle nazioni alla conferenza dei capi di governo del Commonwealth del 1944. Da sinistra a destra, Mackenzie King (Canada), Jan Smuts (Sudafrica), Winston Churchill (Regno Unito), Peter Fraser (Nuova Zelanda) e John Curtin (Australia).

Il titolo di primo ministro è quello più frequentemente utilizzato per designare il capo del governo nei sistemi dove la carica è distinta da quella del capo dello stato, e può essere il nome ufficiale della carica istituzionale, o un semplice nome alternativo.

## Descrizione
Oltre che nel governo centrale ci può essere un primo ministro anche negli stati di una federazione o in altri governi subcentrali. Sono inoltre, per certi versi, assimilabili ad un primo ministro i capi dell'esecutivo di enti territoriali (ad esempio i sindaci) quando sono eletti dall'assemblea rappresentativa dell'ente (mentre, quando sono eletti direttamente dal corpo elettorale, la loro figura è paragonabile a quella del presidente di una repubblica presidenziale).
Alle dipendenze del primo ministro è posta un'organizzazione amministrativa, variamente denominata (ufficio del primo ministro, Presidenza del Consiglio dei ministri, cancelleria, ministero di stato, ecc.), strutturata analogamente ad un ministero, che lo supporta nell'esercizio delle sue funzioni, svolge attività di raccordo tra i vari dicasteri e supporta il funzionamento del Consiglio dei ministri. Il primo ministro, inoltre, può mantenere a sé la titolarità di uno o più portafogli ministeriali, temporaneamente (ad interim) o in modo stabile.

## Nomina e mandato
Nella grande maggioranza dei sistemi politici il primo ministro è nominato dal capo dello stato. In alcuni sistemi parlamentari è eletto dal parlamento; ancor più rara è l'elezione diretta da parte del corpo elettorale (a livello statale questa soluzione è stata utilizzata in Israele dal 1996 al 2001). In Svezia il primo ministro è nominato dal presidente del parlamento monocamerale.
Nei sistemi parlamentari e semipresidenziali il primo ministro deve avere la fiducia del parlamento. In alcuni ordinamenti (tra cui quello italiano, dove però l'unico titolo corretto per identificare il capo del governo è quello di presidente del Consiglio dei ministri) questo comporta che il primo ministro, nominato dal capo dello stato, deve sottoporre il proprio programma di governo al voto di fiducia del parlamento e, nel caso non lo ottenga, si deve dimettere; in molti altri ordinamenti, invece, la fiducia al momento della nomina è presunta, sicché non è necessario un voto di fiducia preliminare; in altri ancora, infine, il voto di fiducia è sostituito da un voto d'investitura del parlamento prima della nomina da parte del capo dello stato. 
In tutti i sistemi parlamentari e semi-presidenziali il venir meno della fiducia del parlamento, che si manifesta nel voto di sfiducia (o, più esattamente, nel voto favorevole su una mozione di sfiducia proposta da membri del parlamento o nel voto sfavorevole su una questione di fiducia posta dallo stesso governo) comporta l'obbligo di dimissioni del governo (la cosiddetta crisi di governo). Va aggiunto che di solito il governo si dimette già nel momento in cui, essendo venuto a mancare l'appoggio di uno o più partiti della sua coalizione, ritiene di aver perso la maggioranza in parlamento, evitando così di sottoporsi al voto di sfiducia (si parla, in questo caso, di crisi di governo extraparlamentare).
In alcuni ordinamenti (ad esempio quello tedesco), il rapporto di fiducia intercorre tra primo ministro e parlamento mentre in altri, più numerosi (ad esempio quello italiano), intercorre tra l'intero governo e il parlamento: la prima soluzione, ovviamente, tende ad accentuare la posizione di preminenza del primo ministro, poiché in questo modo i ministri dipendono direttamente solo da lui; la seconda soluzione, invece, accentua la collegialità del governo. Un'altra variabile riguarda quali camere nei parlamenti bicamerali sono coinvolte nel rapporto fiduciario: in alcuni ordinamenti (ad esempio quello britannico) è richiesta la fiducia della sola camera bassa, in altri (ad esempio quello italiano) la fiducia di entrambe le camere.
La necessità che il primo ministro abbia la fiducia del parlamento limita considerevolmente l'effettivo margine di scelta del capo dello stato al momento della nomina. In particolare, nei sistemi bipartitici o bipolari il capo dello stato non può far altro che nominare primo ministro il leader del partito o della coalizione che, avendo vinto le elezioni, ha la maggioranza in parlamento. Nei sistemi multipartitici, invece, il capo dello stato mantiene un più ampio margine di scelta, soprattutto quando non si delinea in parlamento una coalizione di maggioranza in grado di sostenere il governo.
Nei sistemi semi-presidenziali il governo deve mantenere non solo la fiducia del parlamento ma anche quella del presidente della Repubblica, che, in caso contrario, può revocare il primo ministro e far così cadere il suo governo. Tanto nei sistemi parlamentari quanto in quelli semi-presidenziali le dimissioni (così come la cessazione dall'ufficio per altre cause, ad esempio la morte) del primo ministro comportano la decadenza dell'intero governo. Le costituzioni non stabiliscono un limite temporale al mandato del primo ministro, che rimane quindi in carica fino alle dimissioni o alla cessazione dall'ufficio per altri cause (in alcuni ordinamenti, però, il primo ministro decade automaticamente al termine della legislatura).
In alcuni sistemi (tipicamente quelli che seguono il cosiddetto sistema Westminster) il primo ministro, come del resto gli altri ministri, deve essere membro del parlamento; in altri (tra i quali quello italiano) può anche non esserlo, anche se normalmente lo è; infine, in alcuni sistemi (tra i quali quello francese e molte altre repubbliche semi-presidenziali) il primo ministro non può essere membro del parlamento e, se lo è, deve dimettersi al momento della nomina.

## Funzioni
Le funzioni del primo ministro variano considerevolmente secondo la forma di governo: nei sistemi parlamentari il primo ministro ha il massimo del potere, tanto che in questi sistemi, anche se il capo dello stato continua a occupare una posizione preminente dal punto di vista del protocollo, quale prima carica dello stato. Nei sistemi semi-presidenziali il ruolo del primo ministro è pur sempre molto rilevante ma, in questo caso, è il capo dello stato a mantenere, anche di fatto, una posizione di preminenza: in questo caso il primo ministro dipende infatti dal capo dello stato stesso. Ancora minore è il ruolo svolto dal primo ministro negli altri sistemi in cui è presente.

### Nelle monarchie assolute e costituzionali

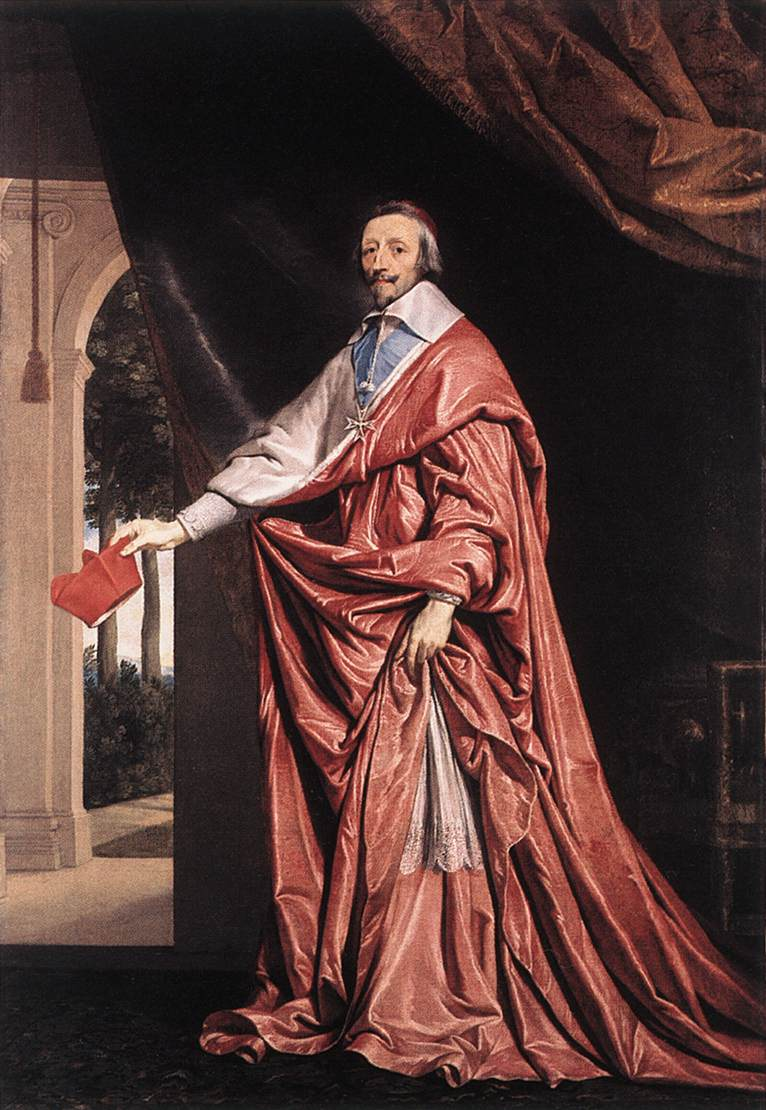
Il Cardinale Richelieu: per lui fu coniato il titolo di Primo Ministro

Nelle monarchie assolute il primo ministro non è altro che il principale ministro del monarca, non un capo del governo ma solamente un primus inter pares (primo fra gli uguali) rispetto agli altri ministri, espressione quest'ultima da cui deriva il nome della carica. Quando presiede le riunioni dei ministri lo fa solo per delega del monarca e non quale sua prerogativa; ciò non toglie che, in certi casi, possa acquisire di fatto un potere notevole, grazie alla sua personalità e alla debolezza del sovrano o al disinteresse di costui per gli affari dello stato.
Non diversa è la posizione del primo ministro nelle monarchie costituzionali, giacché, in queste, il monarca mantiene il ruolo di capo del governo. Proprio per questo motivo le prime costituzioni del XIX secolo (tra cui lo Statuto Albertino) nemmeno menzionavano il primo ministro e parlavano genericamente di ministri del re. Va peraltro notato che il primo ministro dei sistemi parlamentari trae la sua origine proprio da quello delle monarchie costituzionali, e in particolare di quella britannica del XVIII secolo, che nel tempo è andato emancipandosi, con il proprio gabinetto, dal monarca instaurando correlativamente il rapporto fiduciario con il parlamento. In questa fase di passaggio, il primo ministro si trovava in una situazione di doppia dipendenza, dal capo dello stato e dal parlamento, che per certi versi ricorda quella dei sistemi semipresidenziali.

### Nei sistemi parlamentari

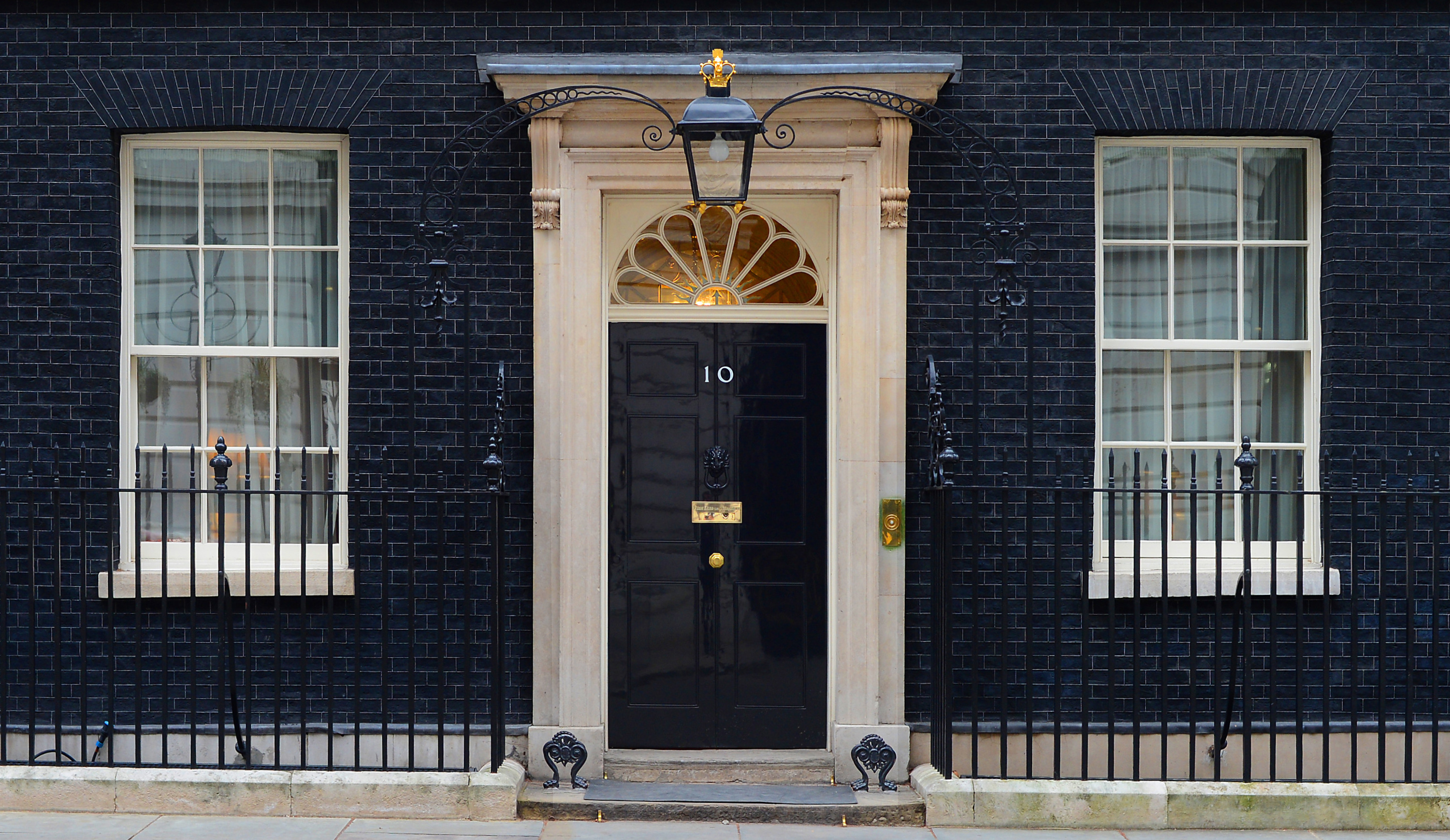
Il numero 10 di Downing Street, sede del Primo ministro del Regno Unito, a Londra

In generale il primo ministro riveste contemporaneamente un duplice ruolo:
- è membro e presidente dell'organo collegiale, denominato Consiglio dei ministri o gabinetto, che stabilisce l'indirizzo politico del governo;
- è l'organo monocratico che dirige l'azione dei ministri, per assicurarne il coordinamento e mantenere l'unità di indirizzo politico del governo.

Il primo ministro sceglie gli altri membri del governo e gli attribuisce il portafoglio ministeriale; in alcuni sistemi li nomina formalmente, in altri la nomina formale spetta al capo dello stato su sua proposta, di fatto vincolante. Con le stesse modalità può revocare i membri del governo o mutare i loro portafogli. Va anche aggiunto che in certi sistemi (ad esempio in Italia) l'articolazione in dicasteri dell'amministrazione è predeterminata dalla legge, sicché il primo ministro può solo decidere i nomi dei titolari; in altri sistemi (quale quello britannico), invece, il primo ministro ha anche il potere di modificare tale articolazione.
Spettano inoltre al primo ministro, direttamente o attraverso la proposta al capo dello stato, le nomine di altre importanti cariche dello stato e, in alcuni paesi, anche dei membri della camera alta. In alcuni sistemi il potere di sciogliere il parlamento è attribuito al primo ministro; in altri spetta invece al Consiglio dei ministri o, più frequentemente, al capo dello stato, su proposta del primo ministro o di sua iniziativa.

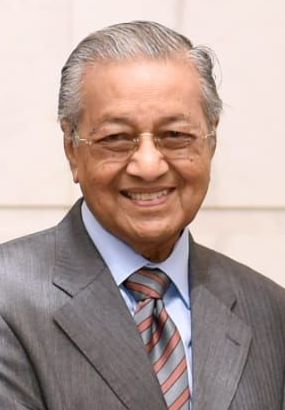
Mahathir Mohamad, il primo ministro più longevo della Malesia e uno dei leader più influenti del sud-est asiatico

Nella struttura del governo e, quindi, nel ruolo del primo ministro sono distinguibili due dimensioni: una "collegiale", in cui il primo ministro è presidente del collegio dei ministri che decidono congiuntamente la linea politica del governo, e una che potremmo definire "verticistica", in cui invece il primo ministro detiene una posizione di supremazia rispetto agli altri membri del governo. Nei vari ordinamenti prevale l'una o l'altra dimensione, secondo le scelte fatte in sede di costituzione o, più frequentemente, di convenzioni costituzionali: si va da governi con un elevato grado di collegialità ad altri dove sono più marcati gli aspetti verticistici, fino ad arrivare a casi in cui tra primo ministro e ministri intercorre un vero e proprio rapporto gerarchico. 
Va anche detto che la posizione di preminenza del primo ministro, più ancora che dalla regolamentazione giuridica è determinata, in via di fatto, dalla configurazione del sistema dei partiti. È evidente, infatti, che in un sistema bipartitico il primo ministro, al contempo capo della maggioranza parlamentare e capo del governo, entrambi costituiti da esponenti del partito di cui è leader, finisce per ricoprire una posizione di netta supremazia che lo avvicina a quella del presidente di una repubblica presidenziale. Quando, invece, il primo ministro è a capo del governo sostenuto da una coalizione di partiti, è costretto a negoziare con i leader di questi stessi partiti e, di conseguenza, la sua posizione finisce per indebolirsi; ciò è ancor più vero se il sistema dei partiti non ha una configurazione bipolare e, quindi, le coalizioni tendono ad essere piuttosto instabili.

### Nei sistemi semipresidenziali e presidenziali

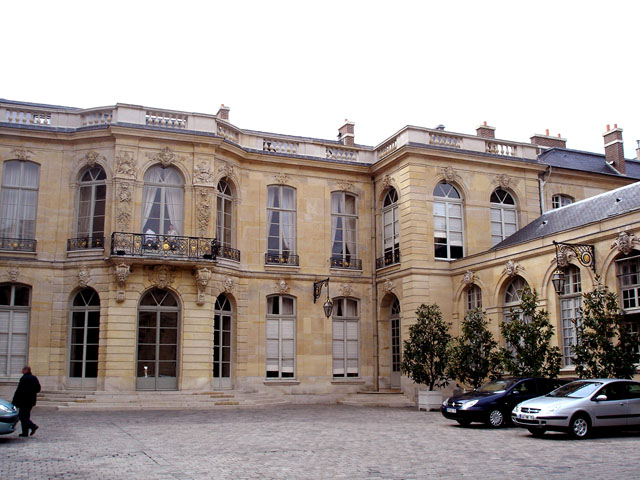
Palazzo Matignon, sede del Primo ministro francese, a Parigi

Nelle repubbliche semi-presidenziali la posizione del primo ministro e la struttura del governo sono analoghe a quelle dei sistemi parlamentari (di cui sono una derivazione) con la variante che qui il capo dello stato, eletto direttamente dal corpo elettorale, non svolge solo una funzione di garanzia e di rappresentanza ma interviene nella definizione dell'indirizzo politico del governo.
In alcune repubbliche semi-presidenziali, che seguono il modello della Repubblica di Weimar (ad esempio l'Austria e il Portogallo), il presidente della repubblica può ritirare la fiducia al primo ministro, revocandolo e facendo così cadere il suo governo. Nella pratica i presidenti della repubblica non usufruiscono mai di tale prerogativa e, di fatto, la forma di governo finisce per assimilarsi a quella parlamentare (tanto che, secondo alcuni autori, questi stati andrebbero classificati tra le repubbliche parlamentari e non tra quelle semi-presidenziali).
Più incisivo è il ruolo del capo dello stato nella Quinta Repubblica francese e negli ordinamenti che l'hanno presa a modello (tra i quali molte ex colonie francesi ma anche la Russia e altri stati dell'Est Europeo usciti dal regime comunista). Qui, infatti, il presidente della repubblica non solo nomina e revoca il primo ministro ma è anche direttamente investito di funzioni di governo, soprattutto riguardo alla politica estera e alla difesa; può, inoltre, presiedere il Consiglio dei ministri.
Nei sistemi di questo tipo l'indirizzo politico del governo è in concreto stabilito dal presidente della repubblica e il primo ministro non fa altro che curarne l'attuazione. In realtà una variabile fondamentale è rappresentata dalla maggioranza politica presente in parlamento: infatti, se questa coincide con i partiti che appoggiano il presidente della repubblica, il sistema funziona nel modo appena descritto. Le cose cambiano se in parlamento c'è una maggioranza formata da partiti diversi da quelli che appoggiano il presidente della repubblica: in questo caso il capo dello stato deve necessariamente scendere a patti con il parlamento (a meno che non intenda scioglierlo) e il punto di equilibrio viene di solito trovato nella nomina di un primo ministro gradito alla maggioranza parlamentare, che governa con un'autonomia dal capo dello stato non dissimile da quella che si riscontra nei sistemi parlamentari, anche se al presidente della repubblica rimangono funzioni di indirizzo in materia di politica estera e difesa (si parla in questi casi di coabitazione).
Nelle repubbliche presidenziali propriamente dette non dovrebbe esserci, almeno secondo il modello classico rappresentato dagli Stati Uniti, la figura del primo ministro, giacché le funzioni di capo del governo sono esercitate dal presidente della repubblica. In realtà, vi è qualche costituzione che lo prevede (attualmente in 21 Stati, come la Corea del Sud): in questi casi, come per la Quinta Repubblica francese, il primo ministro svolge un ruolo di secondo piano, limitandosi a curare l'attuazione dell'indirizzo politico deciso dal presidente della repubblica, con in più, a differenza del caso semi-presidenziale, l'assenza del rapporto fiduciario tra primo ministro e parlamento.

### Negli altri sistemi
Nei regimi comunisti di solito il primo ministro ha formalmente attribuzioni non diverse da quelle di un sistema parlamentare. In questi sistemi, tuttavia, l'indirizzo politico dello Stato è stabilito dagli organi del partito comunista (comitato centrale, ufficio politico, segretario generale, ecc.) sicché il governo si limita ad assicurare l'attuazione dello stesso. Va notato che in certi casi il leader del partito comunista unisce alla carica di segretario generale anche la carica statale di primo ministro.
Nei sistemi dittatoriali, normalmente il dittatore riserva a sé la carica di primo ministro (così fecero, ad esempio, Benito Mussolini in Italia e Adolf Hitler in Germania); dove ciò non accade (ad esempio in Spagna sotto la dittatura di Francisco Franco), il primo ministro si limita ad assicurare l'attuazione dell'indirizzo politico stabilito dall'organo nel quale sono concentrati tutti i poteri dello stato (presidente della repubblica, giunta, ecc.).

## Vice primo ministro
In molti ordinamenti sono presenti uno o più vice primi ministri (o, secondo la terminologia utilizzata, vicepresidenti del Consiglio dei ministri, vicecancellieri, vicepresidenti del governo, ecc.) che sostituiscono temporaneamente il primo ministro in caso di assenza o impedimento, quali vicari, e lo coadiuvano nell'esercizio delle sue funzioni. Peraltro in molti casi il titolo, di solito attribuito ad un membro del governo che svolge anche funzioni di ministro, ha più che altro lo scopo di dare visibilità a leader di partiti o correnti di partiti che sostengono il governo.

## Denominazioni equivalenti
Altri titoli equivalenti, usati in certi paesi, sono:
- Presidente del Consiglio dei ministri (è questo il titolo usato in Italia[4]),
- Cancelliere (tipico dei paesi di lingua tedesca),
- Presidente del governo (usato, ad esempio, in Spagna, Russia, Slovenia e Croazia),
- Ministro presidente[5][6][7] (usato, ad esempio, nei Paesi Bassi e nei Länder tedeschi e austriaci),
- Prime minister (Regno Unito),
- Premier ministre (Quinta Repubblica francese),
- Président du Conseil (III e IV Repubblica francese)
- Ministro di Stato, ecc.

Peraltro, il termine "Primo Ministro" (o la sua forma abbreviata premier, dal francese premier ministre) è usato, in modo non ufficiale, anche quando il titolo ufficiale è un altro.